# Héderváry László
Héderváry László (? – 1468) egri püspök, Hunyadi János és Mátyás szoros szövetségese.

## Élete
A híres Hédervári család tagja volt, Héderváry György és Rozgonyi Ilona fia. A család  utolsó tagja  1680-ban halt meg és ezzel a magyar történelemben több nádort adó család kihalt.
Tanulmányait a bécsi egyetemen kezdte, majd a veszprémi székesegyházi iskolában tanított.
Nagybátyja Héderváry Lőrinc támogatásával 1439-ben Pannonhalmi Bencés Főapátságban kommendátor lett és ezt az egyházi funkciót 1447-ig töltötte be. 1440-ben ő is támogatta Ulászló megválasztását.
A szerencsétlen kimenetelű várnai csatában Rozgonyi Simon egri püspök is elesett Ulászló királlyal együtt, így a püspökségben Héderváry lett az utódja, aki szintén egy hazafias és harcias szellemű főpap volt egész szolgálatában. 1447-től 1468-ig haláláig töltötte be egyházi főméltóságú tisztséget. Mint egri püspöknek, akik mindig részt vettek az országos szerepvállalásban, Héderváry László is így tett minden jelentős országos kérdésben. Amikor Hunyadi János kormányzó 1448-ban békét kötött III. Frigyes német királlyal, ő is aláírta és támogatta az egyezséget.
Részt vett Hunyadi János oldalán 1451-ben a husziták elleni háborúban, ahol  Losonc melletti ütközet árulás folytán a magyarok vereségével végződött. A csata végén Giskra János huszita vezér fogságába esett. Végül Hunyadinak sikerült kiszabadítani a püspököt a husziták fogságából. Rozgonyi Sebestyénnel együtt több ízben harcolt a történelmi Magyarország Felvidékén a huszita hadak ellen. A harcok során több várat is visszafoglalt, így Galgóc-ot és Vadnát. Jelen volt azon a bécsújhelyi békekötésen , ahol Mátyás király és III. Frigyes német-római császár között történt és amelynek értelmében  a császár visszaadta a Szt. Koronát az országnak.
Egri püspökként sokat tett az egri székesegyház felépítésének érdekében még meghívta Kapisztrán Jánost a nándorfehérvári diadal egyik hősét is.
Igen aktív egyházfői tevékenysége mellett alaposan foglalkozott kiterjedt birtokainak felügyeletével és gondozásával.
Számos oklevélen megtalálható a püspöki pecsétje. A pontificális pecsétjének körirata (gótikus betűkkel) S LADI DE HEDREWARA EPISCOPI AGRIENSIS. Gyűrűspecsétje egy 1450 július 29-én kelt oklevélen található, amelynek körirata: S LADISLAI HEDERVAR EPI (AGR).